# Васильев, Александр Андреевич (футболист)
Алекса́ндр Андре́евич Васи́льев (укр. Олександр Андрійович Васильєв; 27 апреля 1994 года; Киев, Украина) — украинский футболист, полузащитник.

## Игровая карьера
Воспитанник киевского «Динамо», тренер — Вячеслав Семёнов. После завершения обучения играл в дубле киевлян. Некоторое время спустя при помощи агента Ивицы Пирича приехал в Днепропетровск, где подписал контракт с «Днепром». C 2012 года играл в юношеской команде у Александра Поклонского, а потом в молодёжной — у Дмитрия Михайленко. В сезоне 2014/15 становился победителем молодёжного чемпионата Украины.
За первую клубную команду «Днепра» дебютировал 8 апреля 2015 года в домашнем матче 1/4 финала Кубка Украины против одесского «Черноморца» (1:0), в котором был выпущен в стартовом составе. На 54-й минуте этой игры Васильев был удалён с поля за «фол последней надежды» против Вадима Яворского.
23 мая 2015 года Васильев впервые сыграл в Премьер-лиге. В матче против донецкого «Шахтёра» футболист заменил во втором тайме ещё одного дебютанта — Сергея Горбунова. Всего же в этом матче в высшем дивизионе дебютировало трое «днепрян». Компанию Васильеву и Горбунову составил также нападающий Денис Баланюк. После игры тренер «днепрян» Мирон Маркевич высказал мнение, что уровень «дубля» эти ребята уже переросли и он сторонник того, чтобы отдать их в аренду в другие команды Премьер-лиги. 12 января 2017 года покинул команду в статусе свободного агента. Перед стартом 2017/18 сезона стал игроком столичного клуба «Арсенал».
В феврале 2018 прибыл на просмотр в белорусский клуб из столицы: «Минск», с которым в результате подписал контракт. В их составе быстро стал основным игроком, был дважды подряд лучшим бомбардиром команды: забив 10 и 9 голов (соответственно) в Высшей лиге – сезон 2019 и 2020. В апреле 2021 года стал игроком клуба «Гомель», вернувшегося в элиту белорусского футбола. В их составе тоже в большинстве своем выступал в стартовом составе и помог команде по возвращении, занять высокое четвертое место.
В начале следующего года вернулся на родину и подписал соглашение с премьер-лиговым футбольным клубом «Львов», а уже через год спустя стал игроком одесского «Черноморца». К зимнему межсезонью 2024/25 внес в свой актив 64 матча (4 гола) в УПЛ и 5 матчей (1 гол) – в Кубке Украины. В марте 2025 года подписал контракт с футбольным клубом «Буковина», однако уже по завершении 2024/25 сезона покинул команду. Всего в составе черновицкого клуба Васильев сыграл в 5-х матчах во всех турнирах, появлявшись на поле исключительно после выхода на замену.

### Карьера в сборной
В течение 2011—2012 годов вызывался в юношеские сборные Украины U-17, U-18 и U-19, в составе которых провёл 28 поединков и отличился 3 голами.
В марте 2015 года сыграл в составе молодёжной сборной Украины в товарищеских матчах против сверстников из Словении и Словакии.

## Достижения
«Днепр»
- Бронзовый призёр чемпионата Украины: 2014/15

«Арсенал-Киев»
- Победитель Первой лиги Украины: 2017/18

## Статистика выступлений
- В высших дивизионах Украины и Беларуси провёл 165 матчей, забил 30 голов.
- В кубковых турнирах Украины и Беларуси провёл 16 матчей, забил 4 гола.